# Dick Parry

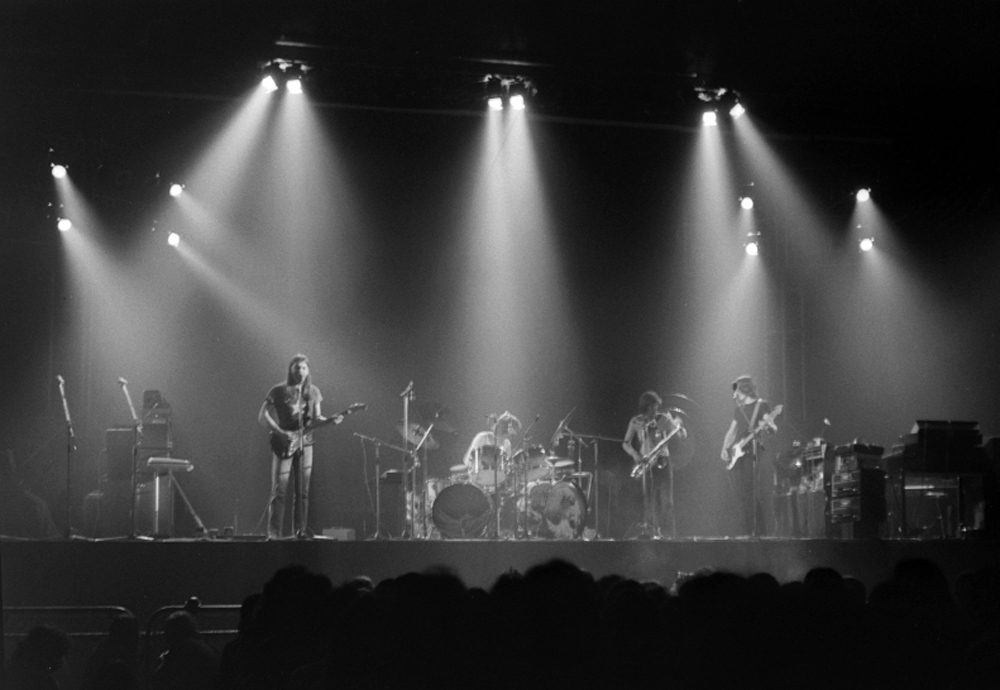
Dick Parry mit Pink Floyd, 1973 (zweiter von rechts)

Richard ‚Dick‘ Parry (* 22. Dezember 1942 in Kentford, England) ist ein britischer Saxophonist. 
Er arbeitete zumeist als Sessionmusiker bei verschiedenen Plattenproduktionen in unterschiedlichen Bands mit. Besonders bekannt wurde Parry durch die Saxophon-Soli für die Band Pink Floyd, die er u. a. in den Stücken Money, Us and Them (auf der Platte The Dark Side of the Moon), Shine On You Crazy Diamond (Wish You Were Here) und Wearing the Inside Out (The Division Bell) einspielte. Parry spielte auch auf vielen Konzerten der Band in den Jahren 1972 bis 1994 sowie 2005 auf dem Live-8-Auftritt von Pink Floyd und auf der On-an-Island-Tour von David Gilmour 2006.